# Шепетівська міська рада
Шепеті́вська міська́ ра́да — орган місцевого самоврядування в Хмельницькій області. Адміністративний центр — місто обласного значення Шепетівка.

## Загальні відомості
- Шепетівська міська рада утворена в 1923 році.
- Територія ради: 40 км²
- Населення ради: 43 255 осіб (станом на 1 січня 2014 року)
- Територією ради протікають річки Гуска, Косецька.

## Населені пункти
Міській раді підпорядковані населені пункти:
- м. Шепетівка
- село Пліщин
- село Плесна
- село Жилинці

## Склад ради
Рада складається з 34 депутатів та голови.
- Голова ради: Бузиль Віталій Володимирович
- Секретар ради: Вознюк Роман Петрович

### Керівний склад попередніх скликань
| ПІБ                           | Основні відомості                                               | Дата обрання | Дата звільнення |
| ----------------------------- | --------------------------------------------------------------- | ------------ | --------------- |
| Шпільченко Святослав Іванович | Міський голова, 1950 року народження, безпартійний              | 26.03.2006   | 31.10.2010      |
| Антонюк Сергій Андрійович     | Міський голова, 1964 року народження, освіта вища, безпартійний | 31.10.2010   | 21.02.2015      |
| Полодюк Михайло Іванович      | Міський голова, освіта вища, ВО "Свобода"                       | 2015         | 2020            |

Примітка: таблиця складена за даними джерела

### Депутати
За результатами місцевих виборів 2015 року депутатами ради стали
| Найменування партії                                     | Кількість обраних | %     |
| політична партія Всеукраїнське об’єднання "Свобода"     | 7                 | 20.59 |
| Аграрна партія України                                  | 7                 | 20.59 |
| ПАРТІЯ "БЛОК ПЕТРА ПОРОШЕНКА "СОЛІДАРНІСТЬ"             | 6                 | 17.65 |
| політична партія Всеукраїнське об’єднання "Батьківщина" | 3                 | 8.82  |
| Радикальна партія Олега Ляшка                           | 3                 | 8.82  |
| ПОЛІТИЧНА ПАРТІЯ "ЗА КОНКРЕТНІ СПРАВИ"                  | 3                 | 8.82  |
| Політична партія "Об’єднання "САМОПОМІЧ"                | 3                 | 8.82  |
| ПОЛІТИЧНА ПАРТІЯ "СИЛА ГРОМАД"                          | 2                 | 5.88  |